# Un instant d'innocence
Pour plus de détails, voir Fiche technique et Distribution.
Un instant d'innocence ou Pain et Fleur (en persan : نون و گلدون ) est un film iranien réalisé par Mohssen Makhmalbaf sorti en 1996.
Le film a été produit par MK2 Productions (France) et Pakhshiran (Iran). Il a reçu le Léopard d'or au festival international du film de Locarno. Ce film a été interdit en Iran.

## Synopsis
Un jeune homme idéaliste de dix-sept ans manifeste contre le chah, mais il donne un coup de couteau contre un policier et se retrouve en prison pour une peine de cinq ans. Vingt ans plus tard, il est devenu le célèbre réalisateur Mohssen Makhmalbaf. L'ancien policier vient un jour le voir pour lui demander de réaliser un film sur ces événements du passé. Chacun choisit un acteur pour interpréter le personnage de leur jeunesse. Ils passent une journée entière ensemble, afin de mieux se connaître. Le policier raconte à son acteur ce qu'il faut faire pour interpréter son rôle, et même comment offrir une fleur à une jeune fille qui vient demander l'heure tous les jours. Le réalisateur discute avec son acteur à propos de livres, du salut de l'humanité et comment l'on peut cacher un couteau dans un morceau de pain.

## Fiche technique
- Titre : Un instant d'innocence
- Titre original : نون و گلدون (Noon o Goldoon)
- Réalisation : Mohsen Makhmalbaf
- Scénario : Mohsen Makhmalbaf
- Musique : Majid Entezami
- Photographie : Mahmoud Kalari
- Montage : Mohsen Makhmalbaf
- Production : Abolfazl Alagheband
- Société de production : MK2 Productions Makhmalbaf Productions et Pakhshiran
- Société de distribution : MKL Distribution (France)
- Pays :  Iran et  France
- Genre : Comédie dramatique
- Durée : 78 minutes
- Dates de sortie : 
  -  Iran : 13 août 1996 (Festival international du film de Locarno)
  -  France : 9 avril 1997

## Distribution
- Mirkhadi Taïebi : le policier
- Mohsen Makhmalbaf : le réalisateur
- Ammar Tafti : le policier dans sa jeunesse
- Ali Bakhshi : le réalisateur dans sa jeunesse
- Maryam Mokhamadamini : la jeune fille
- Mokharram Zaïnalzadé : l'opérateur Zinal
- Khana Makhmalbaf : la fille du réalisateur